# Jules Daumas
Pour les articles homonymes, voir Daumas.
(Xavier) Jules (Adolphe) Daumas, né le 2 avril 1812 à Grenoble  -  et mort le 16 novembre 1891 à Camblanes (Gironde), est un officier de cavalerie français, devenu ensuite viticulteur à Camblanes-et-Meynac.

## Biographie
Plus jeune fils de Marie-Guillaume Daumas (1763-1838), vétéran de la campagne d'Amérique, général de brigade (1800), commandeur de la Légion d'Honneur (1804), et de Thérèse Babé (fille d'un conseiller du prince évêque de Bâle).
Jules Daumas entra à Saint-Cyr le 21 novembre 1829. Élève caporal le 1er mai 1831, puis sous-lieutenant au 43e régiment d’infanterie (1er octobre 1831), il passe ensuite dans la cavalerie, au 2e régiment de chasseurs d'Afrique (21 décembre 1835), corps dans lequel son frère aîné Eugène Daumas était capitaine-instructeur. Il embarque pour l’Algérie le 19 juillet 1836 et se retrouve en garnison à Oran.
Il passe lieutenant  le 24 avril 1838. Cité à l’ordre de l’armée (30 octobre 1840) pour sa conduite au combat du lac de Sebkha en Algérie, où il eut un cheval tué sous lui. Il est fait chevalier de la Légion d'honneur le 28 mai 1841 à l’âge de 29 ans. Il est encore cité pour s’être distingué au combat de Maoussa (1841) et devint capitaine le 20 février 1842, à l’âge de 29 ans.
Il commandait un escadron du 2e chasseurs au cours de la campagne du général Gentil contre les Flittas. Le 16 mai 1843, s'étant éloigné de la colonne principale pour une reconnaissance, il se trouva isolé avec cinquante cavaliers en territoire ennemi. Repéré, son escadron fut pris en chasse par une force de 1 500 cavaliers arabes, dont 400 réguliers d’Abd-El-Kader.
Un camarade de l’armée d’Afrique, le capitaine Blanc, retrace ce fait d’armes dans ses souvenirs (in « Généraux et Soldats d’Afrique » par le capitaine Blanc, Plon 1885, p. 183-186) :
"Essayer de les rompre par une charge hardie, c’était une témérité qui hâterait la perte du détachement; prévenir le général, il y fallait encore moins songer, un homme seul ne ferait pas ce que cinquante ne pouvaient pas tenter.
Le capitaine Daumas se regarde comme perdu, mais il prend la décision de vendre chèrement sa vie. Gagnant à grand’peine le marabout de Sidi Rached, situé sur un petit tertre, il met pied à terre, fait tenir les chevaux en arrière par quelques hommes, et, plaçant le reste de ses cavaliers derrière le marabout, les pierres et autres petites défenses, il engage avec les assaillants un véritable combat d’infanterie.
Le bruit de cette fusillade attire l’attention d’un autre capitaine, Favart, qui, avec soixante chevaux, éclairait également la marche du général. Se portant aussitôt en avant, cet escadron aperçoit dans un cercle de feu cette poignée de Français qui soutiennent héroïquement une lutte impossible.
Le capitaine Favart était libre de ses mouvements; il pouvait rejoindre la colonne sans être inquiété dans sa marche, sans crainte d’être soupçonné de faiblesse, à cause de l’énorme supériorité de l’ennemi ; mais une pareille pensée ne pouvait venir à ce brave officier : « Mes amis, dit-il à ses hommes, vous voyez ce qui se passe : cinquante de nos camarades sont engagés dans une lutte où ils doivent succomber. Nous pouvons, ou partager leur mort et mourir glorieusement avec eux, ou regagner tranquillement la colonne, en emportant au fond du cœur la honte d’une lâcheté... Choisissez ! ». Un même cri sortit de toutes ces généreuses poitrines : « A eux ! à eux, capitaine ! ». Et mettant aussitôt le sabre à la main, Favart commande la charge, se bornant à faire prévenir le général.
Le cercle ennemi fut brisé par cette furieuse attaque extérieure ; mais il se reforma presque aussitôt sur ces braves, que les Arabes saluèrent de cris féroces, comme autant de nouvelles victimes.
Imitant les dispositions de son camarade, le capitaine Favart fait mettre pied à terre et place ses hommes à côté de leurs amis. La lutte prend dès lors un caractère plus énergique, mais son issue, pour en être retardée, n’en doit pas moins être mortelle pour les chasseurs qui luttent un contre vingt, lorsque tout à coup le clairon retentit au loin sur les derrières des Arabes. Ses sons raniment les héros de Sidi-Rached et portent le trouble dans les rangs ennemis. C’est un bataillon du 32e qui accourt sans sac, au pas gymnastique, guidé par le général lui-même. Les Arabes n’attendent pas cette infanterie et se dispersent au loin sans être poursuivis, car ce n’est pas là la mission du 32e, et les chasseurs, ainsi délivrés, sont épuisés par la longue lutte qu’ils ont soutenue.
On se compte, et l’on reconnait alors vingt-deux tués et trente blessés. Au nombre de ces derniers, il y a six officiers, et les deux escadrons n’en comptaient que sept; un seul est sain et sauf.
Le combat de Sidi-Rached eut un immense retentissement en Algérie et en France, et c’est en effet l’une des plus belles pages de l’histoire du 2e chasseurs d’Afrique. Les deux capitaines qui jouèrent le plus beau rôle dans ce drame héroïque furent l’objet de l’admiration de l’Armée."
Il est nommé chef d’escadron de cavalerie en 1846. Grièvement blessé en Algérie, il fut mis en non-activité pour infirmité (1er septembre 1848). Il passe alors au 1er régiment de carabiniers (22 octobre 1851), et commande le dépôt de recrutement de la Gironde, à Bordeaux (4 décembre 1852). Il est fait officier de la légion d’honneur le 10 mai 1852.
Il épouse à Bordeaux, le 25/27 avril 1853 (Gautier not.), Marie (Catherine Amélie) Mac Carthy-Reagh (14 décembre 1830 (ou 1832 ?), Bordeaux + 1868), fille du comte Eugène Mac Carthy, et nièce du maréchal Thomas-Robert Bugeaud, duc d'Isly.
Propriétaire, par sa femme, du château de La Tour-Camblanes (Camblanes-et-Meynac), il démissionne après 1857 et s'y retire.

## Distinctions
- Officier de la Légion d'honneur (1852)

## Sources
- Capitaine Blanc, Généraux et Soldats d’Afrique', Plon, 1885, p. 183-186
- Étienne B. Dubern, Gentry, 2000